# LGA 1156
Socket H (або LGA 1156) — наступник процесорного роз'єму LGA 775 для настільних систем і процесорного роз'єму LGA 771 для серверів середнього і початкового рівня від Intel. Використовується з чипсетами Intel H55, P55, H57, Q75, та підтримує процесори під кодовою назвою Lynnfield та Clarkdale.
Є альтернативою більш дорогій платформі на основі чипсета X58 і сокета LGA 1366.
Виконаний за технологією LGA (англ. Land Grid Array). Це роз'єм для установки центрального процесора, з пружними або м'якими контактами, до яких за допомогою спеціального тримача із захопленням і важеля притискається процесор, що має контактні ділянки.
Intel припинило виробництво і підтримку процесорів з роз'ємом LGA 1156 у 2012 році.

## Відмінності від LGA 1366
- Підключення до чипсета через DMI безпосередньо, замість QPI і північного мосту.
- Два канали пам'яті замість трьох
- PCI-Express 2.0 x16 з'єднання

## Підтримувані чипсети
Нині всі чипсети для системних плат з LGA 1156 випускаються корпорацією Intel, серед них продукти для серверів — 3400, 3420, 3450; для настільних машин — P55, H55, H57, Q57. Тільки останні три підтримують вбудоване в процесор відео. До виходу на ринок продуктів з LGA 1156 поширювалися чутки про чипсет P57, але в продаж він так і не потрапив. Першим був представлений P55, і тому, якщо плата була випущена до виходу Core i3, Core i5 6xx на ринок, то для їх використання, можливо, потрібно буде оновити BIOS. Всі чипсети й процесори між собою сумісні хоча б частково, наприклад: на плату з P55 можна поставити Clarkdale процесор, але його відеоядро залишиться незадіяним; на H / Q (55/57) можна поставити процесор Lynnfield, але відеовиходи також залишаться незадіяними. Слід зауважити, що на багатьох серверних платах ставиться відео стороннього виробника, і відеовихід VGA до процесора не має відношення.